# Hyles lineata
Hyles lineata är en fjärilsart som beskrevs av Fabricius 1775. Hyles lineata ingår i släktet Hyles och familjen svärmare. Arten har ej påträffats i Sverige. Inga underarter finns listade i Catalogue of Life.

## Beskrivning

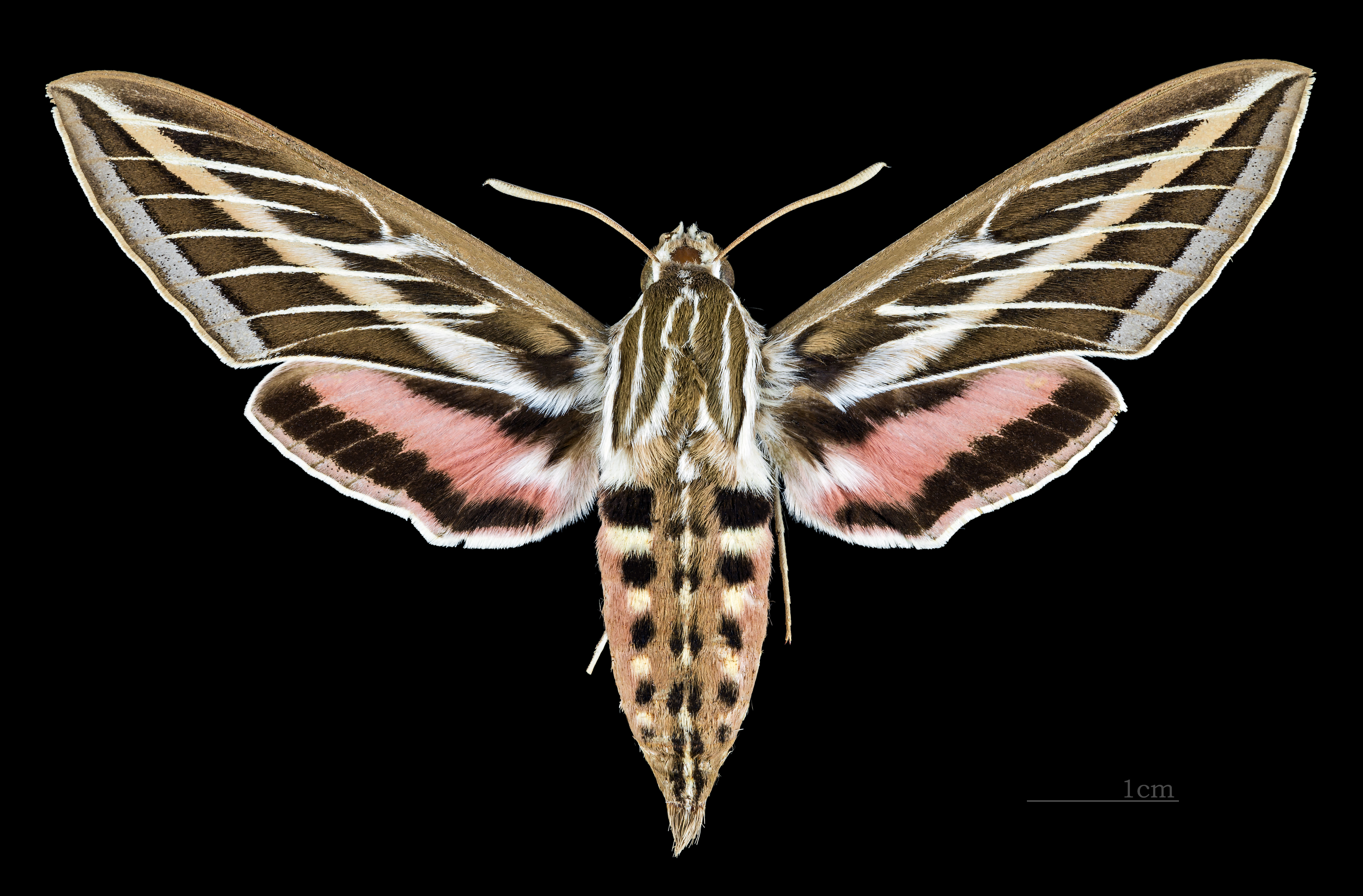
♀
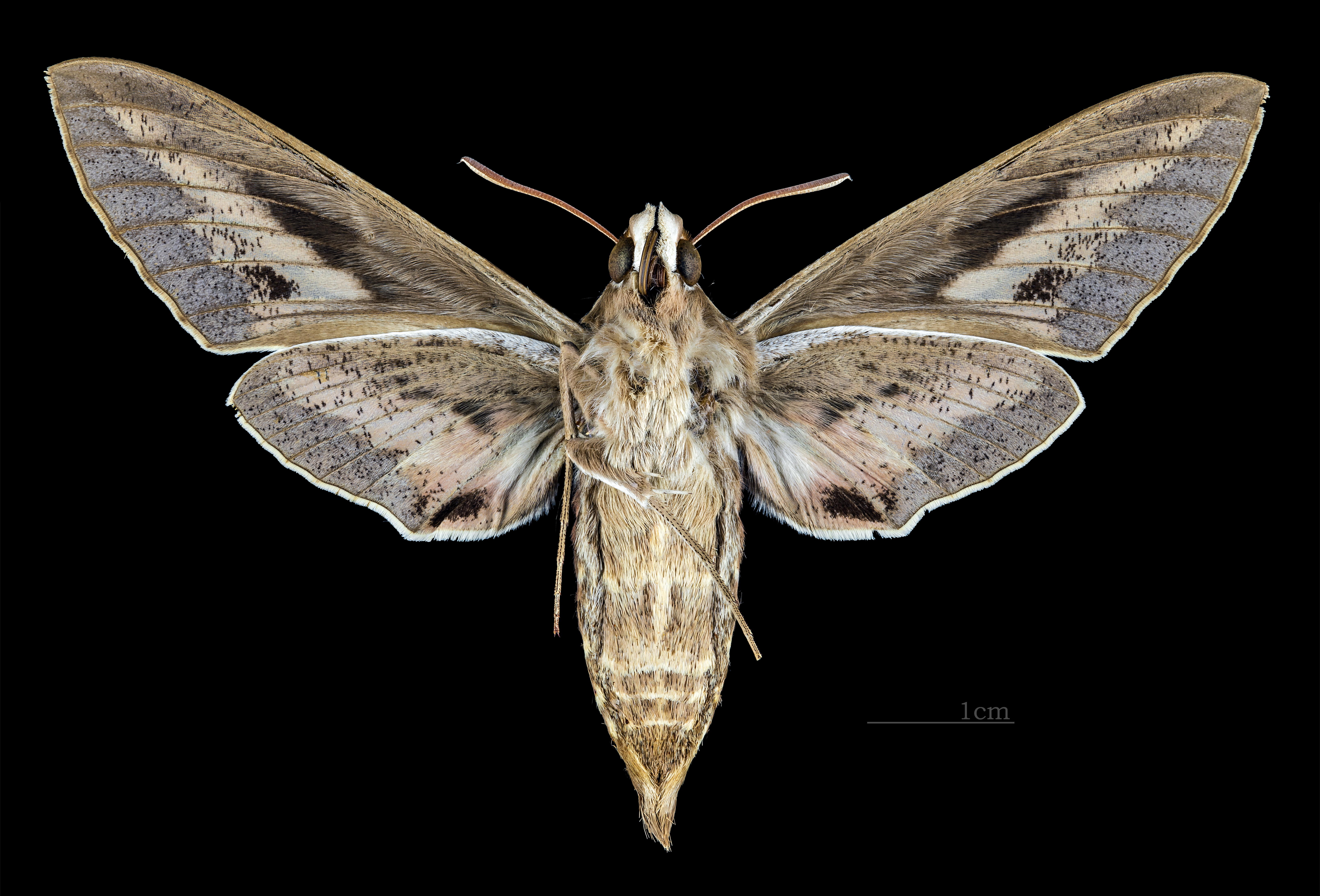
♀ △

## Bildgalleri

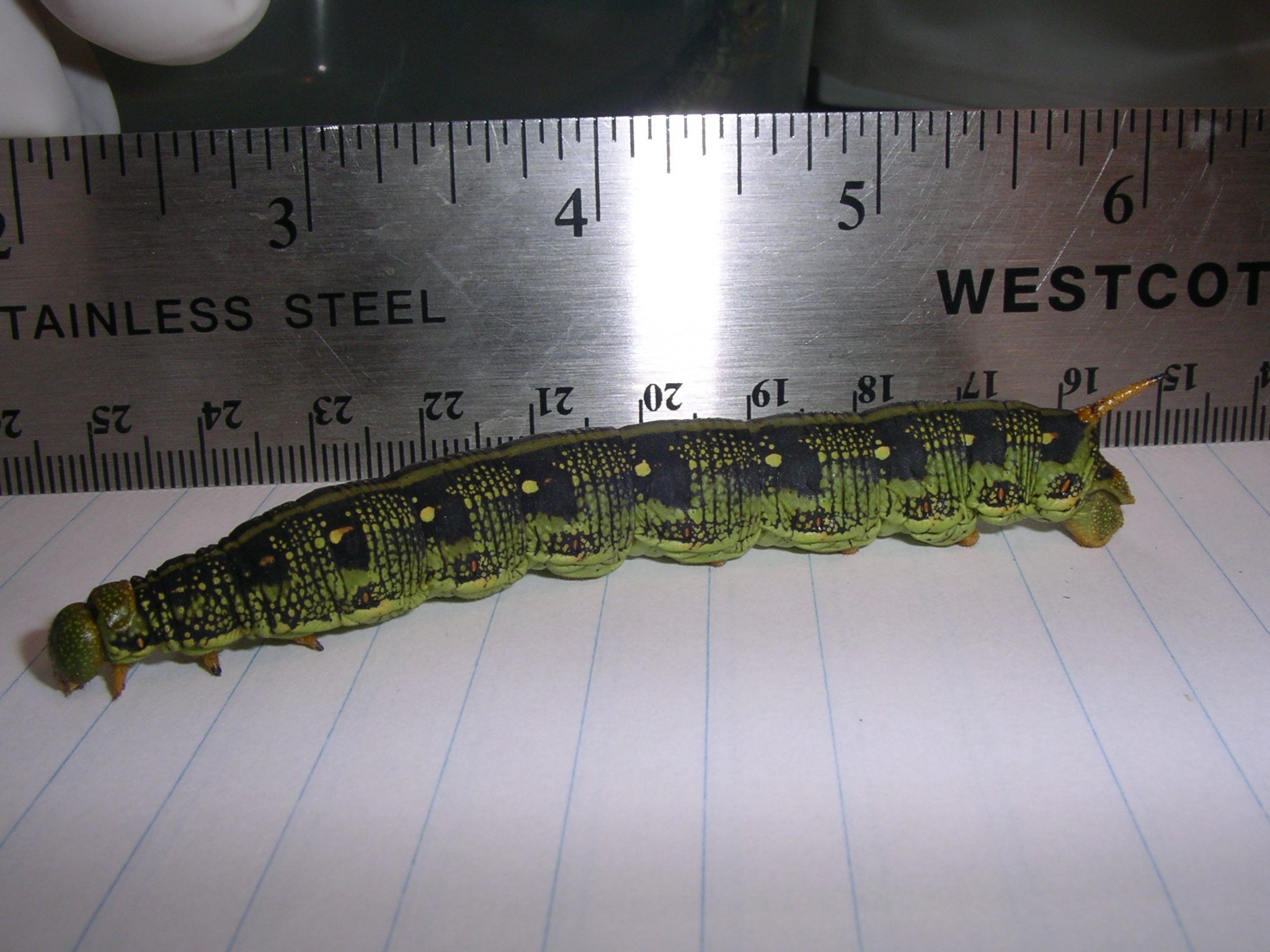
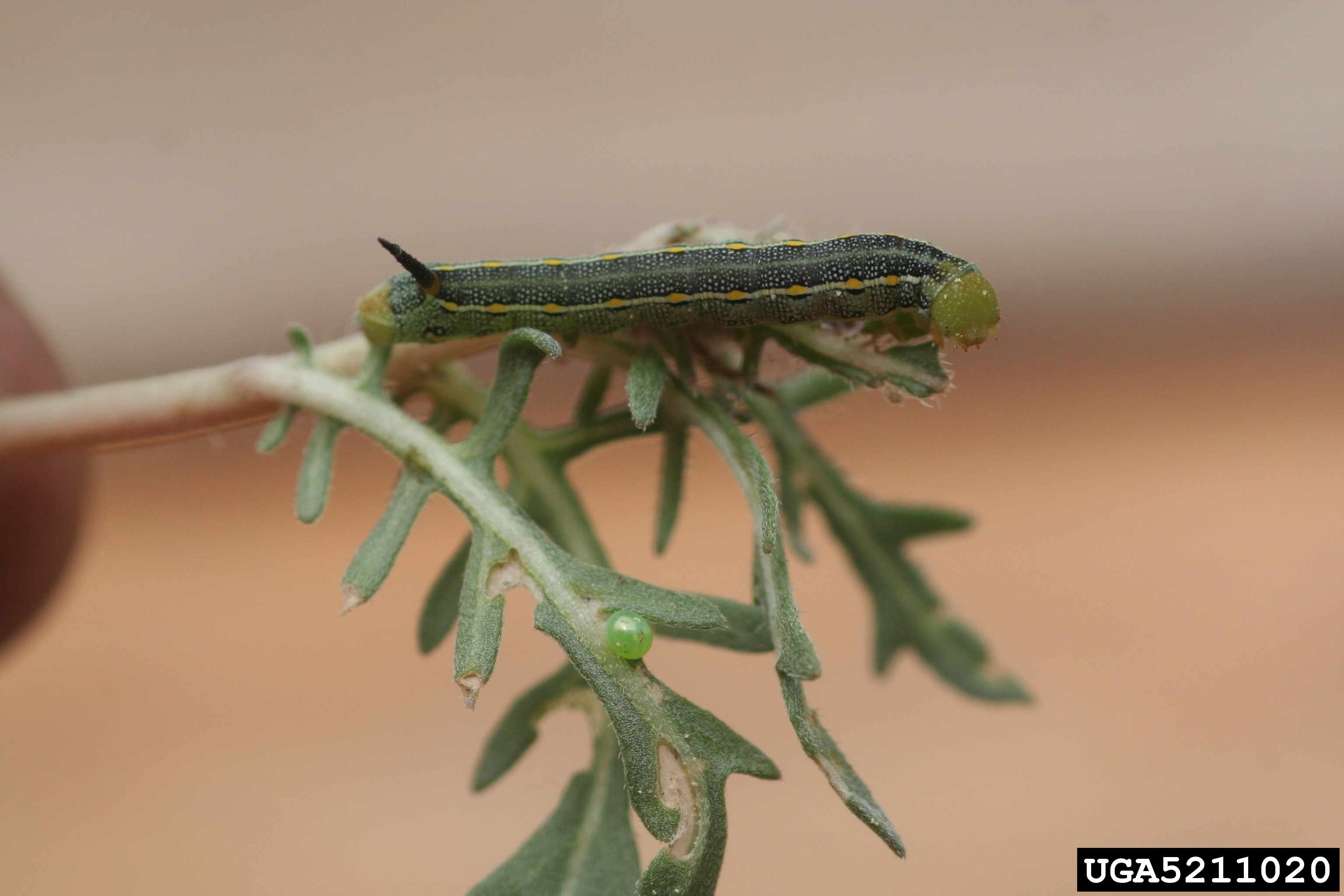
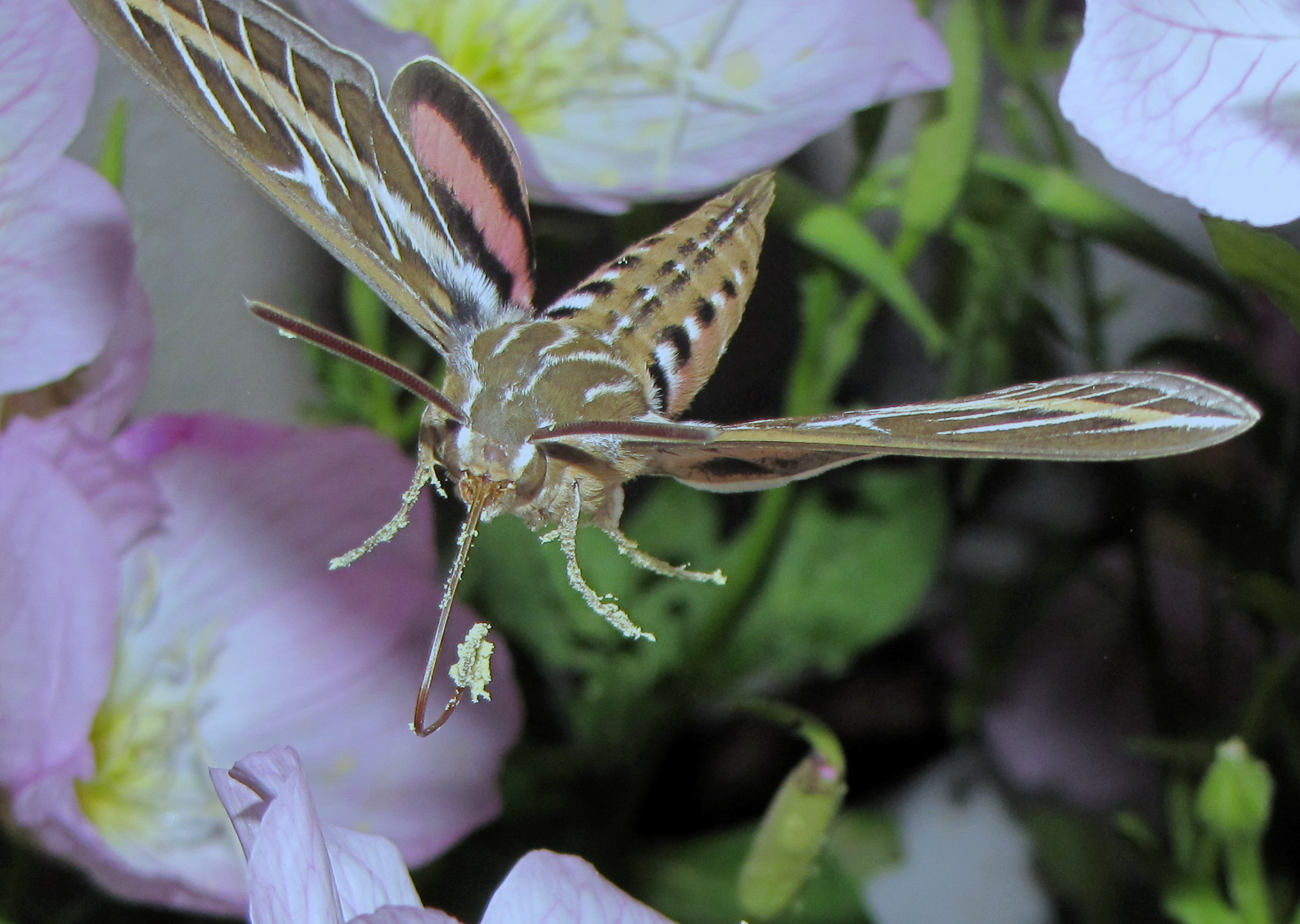
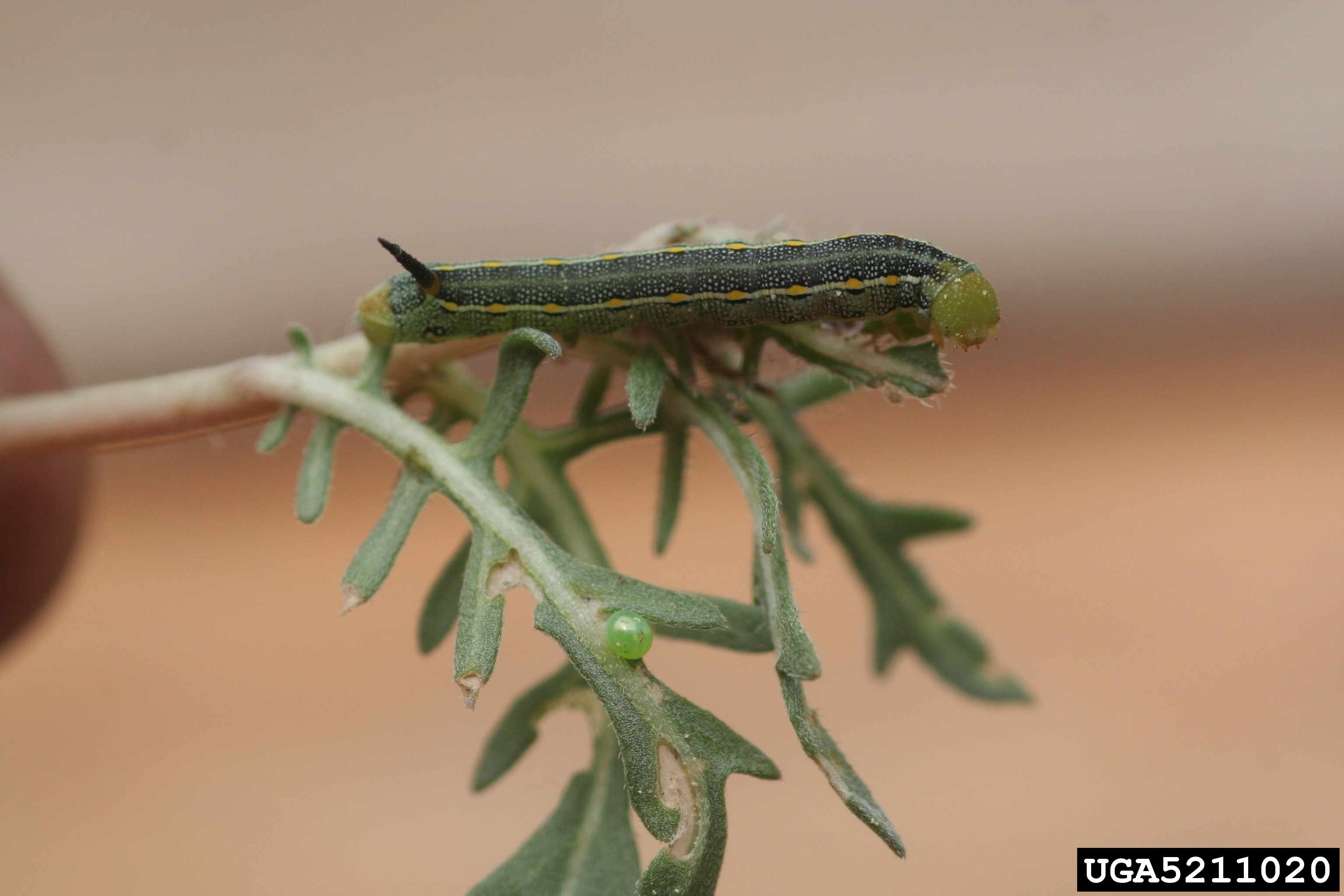
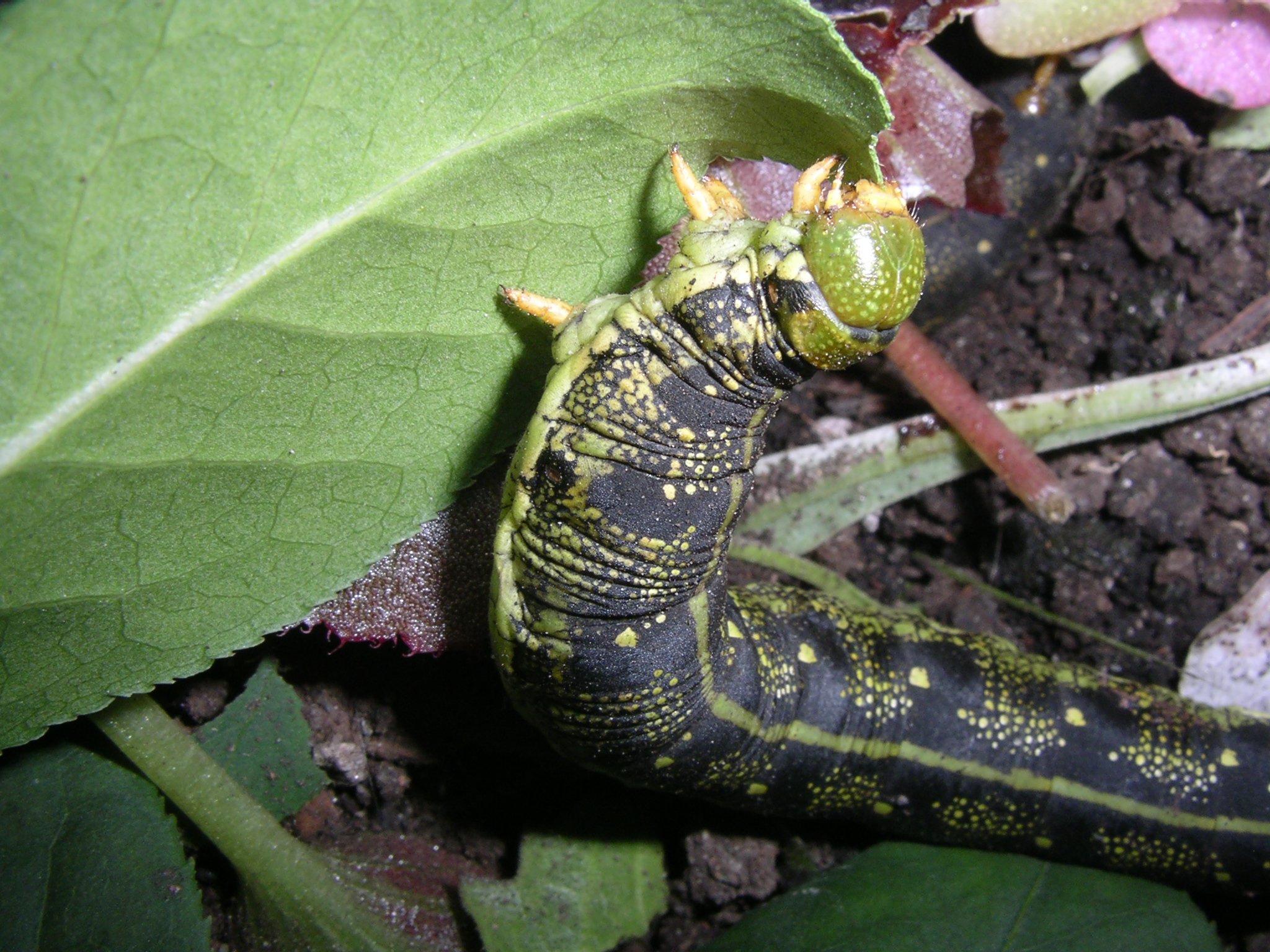